# Adonis Frías
Adonis Uriel Frías (Florencio Varela, 17 marzo 1998) è un calciatore argentino, difensore del León.

## Caratteristiche tecniche
È un difensore centrale..

## Carriera
Cresciuto nel settore giovanile del Defensa y Justicia, nel 2018 è stato ceduto in prestito annuale al Los Andes, con cui ha collezionato 19 presenze in Primera B Nacional. Rientrato alla base, ha debuttato in Superliga il 17 febbraio 2020 disputando l'incontro vinto 2-1 contro l'Estudiantes (LP).

## Statistiche
Statistiche aggiornate al 22 febbraio 2020.

### Presenze e reti nei club
| Stagione        | Squadra            | Campionato      | Campionato | Campionato | Coppe nazionali | Coppe nazionali | Coppe nazionali | Coppe continentali | Coppe continentali | Coppe continentali | Altre coppe | Altre coppe | Altre coppe | Totale | Totale | Totale |
| Stagione        | Squadra            | Comp            | Pres       | Reti       | Comp            | Pres            | Reti            | Comp               | Pres               | Reti               | Comp        | Pres        | Reti        | Pres   | Reti   |        |
| --------------- | ------------------ | --------------- | ---------- | ---------- | --------------- | --------------- | --------------- | ------------------ | ------------------ | ------------------ | ----------- | ----------- | ----------- | ------ | ------ | ------ |
| 2018-2019       | Los Andes          | PN              | 19         | 0          | CA              | 0               | 0               |                    | -                  | -                  |             | -           | -           | 19     | 0      |        |
| 2019-2020       | Defensa y Justicia | PD              | 3          | 0          | CA              | 0               | 0               | CS                 | 0                  | 0                  |             | -           | -           | 3      | 0      |        |
| Totale carriera | Totale carriera    | Totale carriera | 22         | 0          |                 | 0               | 0               |                    | 0                  | 0                  |             | -           | -           | 22     | 0      |        |

## Palmarès

### Club

#### Competizioni internazionali
- Coppa Sudamericana: 1

Defensa y Justicia: 2020
- Recopa Sudamericana: 1

Defensa y Justicia: 2021
- CONCACAF Champions League: 1

Leon: 2023

### Individuale
- Squadra della stagione della CONCACAF Champions League: 1

2023